# Olympische Sommerspiele 1896/Gerätturnen – Reck (Männer)
Der Turnwettkampf am Barren der Männer bei den Olympischen Spielen 1896 in Athen wurde am 9. April im Panathinaiko-Stadion ausgetragen. Es war der sechste Turnwettkampf der Spiele, an diesem gingen 16 Athleten aus 4 Nationen an den Start. Olympiasieger wurde der Deutsche Alfred Flatow, vor seinem Landsmann Alfred Flatow, der seine erste Einzelmedaille gewann.

## Ergebnisse
| Rang | Athlet               | Nation          |
| ---- | -------------------- | --------------- |
| 1    | Alfred Flatow        | Deutsches Reich |
| 2    | Hermann Weingärtner  | Deutsches Reich |
| -    | Conrad Böcker        | Deutsches Reich |
| -    | Gustav Flatow        | Deutsches Reich |
| -    | Georg Hillmar        | Deutsches Reich |
| -    | Gyula Kakas          | Ungarn          |
| -    | Fritz Manteuffel     | Deutsches Reich |
| -    | Karl Neukirch        | Deutsches Reich |
| -    | Antonios Papaioannou | Griechenland    |
| -    | Richard Röstel       | Deutsches Reich |
| -    | Gustav Schuft        | Deutsches Reich |
| -    | Carl Schuhmann       | Deutsches Reich |
| -    | Leonidas Tsiklitiras | Griechenland    |
| -    | Dezső Wein           | Ungarn          |
| -    | Louis Zutter         | Schweiz         |